# Internationale Gartenbauausstellung 1993
Die Internationale Gartenbauausstellung 1993 (kurz: IGA 1993) fand vom 23. April bis zum 17. Oktober 1993 in der baden-württembergischen Landeshauptstadt Stuttgart statt. Sie war zugleich eine Bundesgartenschau.

## Geschichte

### Vorgeschichte
Die IGA 1993 war innerhalb von 54 Jahren bereits die siebte große Gartenschau, die in Stuttgart im 20. Jahrhundert ausgerichtet wurde. Das Grüne U wurde mit ihr vollendet. Es begann mit der Großen Frühjahrs-Gartenbauausstellung 1913 und der Württembergischen Gartenbau-Ausstellung 1924, wurde fortgesetzt mit der Reichsgartenschau 1939 auf dem Killesberggelände und der Deutschen Gartenschau 1950 am gleichen Ort. Die Bundesgartenschau 1961 bezog den „Oberen“ und „Mittleren Schlossgarten“ der Talaue in das Gartenschaukonzept ein. Die Bundesgartenschau 1977 verlängerte den grünen Arm in das Gelände des „Unteren Schlossgartens“ und kleine Teile des Rosensteinparks. Am Schwanenplatz wurden kleinere Parkteile der Umgebung integriert. Der IGA 1993 war es vorbehalten, die noch bestehende Lücke zwischen dem Höhenpark Killesberg und dem Rosensteinpark zu schließen. Es mussten hierfür zwei anspruchsvolle Terrains, der Wartberg und der Leibfriedsche Garten, optisch und funktional eingegliedert werden. Das lange avisierte Ziel, einen u-förmigen Grüngürtel durch die Stadt zu ziehen, wurde damit Realität.

### Bewerbung und Vorbereitungen
Die Bewerbung zur IGA 1993 wurde im Gemeinderat bereits diskutiert, als die BUGA 1977 gerade erst ausgelaufen war. Den Zuschlag für die Internationale Gartenbauausstellung 1983 hatte schon München erhalten, sodass die Bemühungen dahin gingen, sich um die Schau in der Folgedekade, für 1993, zu bewerben. 1984 bewarb sich die Stadt Stuttgart beim Zentralverband Gartenbau darum. Da die Konzeption „Verantwortungsbewußter Umgang mit der Natur in der Stadt“, überzeugte, erhielt die Stadt den Zuschlag.
Die Organisation und Abwicklung der Gartenbauveranstaltung lag in den Händen von Stuttgart und der vom Zentralverband Gartenbau gegründeten IGA Stuttgart´93 GmbH. Aufsichtsratsvorsitzender war der damalige Oberbürgermeister Manfred Rommel. Wie bereits 1977 war für die Vorbereitung der Provisorien und Daueranlagen das Technische Referat der Stadt Stuttgart unter der Leitung von Bürgermeister Hans-Dieter Künne verantwortlich. Im Gartenbauamt wurden Projektgruppen zur Unterstützung einer nachhaltigen Vorgehensweise gebildet.
Für den Ideen- und Realisierungswettbewerb wurden alle Landschaftsarchitekten mit Sitz in Deutschland zugelassen. Mit ausländischen Kollegen durften jedoch Arbeitsgemeinschaften gebildet werden. 105 Wettbewerbsunterlagen wurden angefordert, 24 Architekten und Architekturbüros reichten Beiträge ein. Den ersten Preis erhielt die Planungsgruppe unter Führung des Büros Hans Luz.

### Flächen der Gartenschau
Die IGA 1993 fand auf einer Fläche von 100 ha statt. Diese teilte sich auf verschiedene – zum Teil schon bestehende und historische – Park- und Grünflächen auf:

#### Wartberg
Vegetationskundliche Gutachten ergaben, dass in einzelnen Arealen des vorgesehenen Geländes wertvolle Biotope lagen, mit denen äußerst sorgfältig umzugehen war. Am Wartberg befand sich eine Landschaft extensiver Nutzung, nahezu ohne öffentliche Zugänge. Hecken, Gräben, Trockenmauern und Streuobstwiesen beherrschten das Gelände.
Am Wartberg dominierten zwei Hauptbelange die Gartenschau. Einerseits der Erhalt des Vorgefundenen, andererseits die Belange von Besuchern mit Mobilitätseinschränkungen. Der Wartberghang wurden neu parzelliert, wobei auch 40 Dauerkleingärten entstanden. Das Wegenetz war 3,5 km lang, die Wege 5,5 m breit, aber nur in einer Breite von 3,5 m asphaltiert. Die Ränder von je einem Meter Breite wurden geschottert. Das reduzierte die Flächenversiegelung. Nach der Gartenschau sollte die Natur sich die Schotterstreifen „zurückholen“.
Optischer Blickfang des Wartbergs war der Egelsee. Durch eine Seengruppenbildung erhielt das Terrain den (Bei-)Namen „Krebsschwanz“. Die wasserspeienden geometrischen Figuren im See belebten die Ansicht der 5000 Quadratmeter großen Seefläche. Sie stammen von Hans Dieter Bohnet.

#### Leibfriedscher Garten

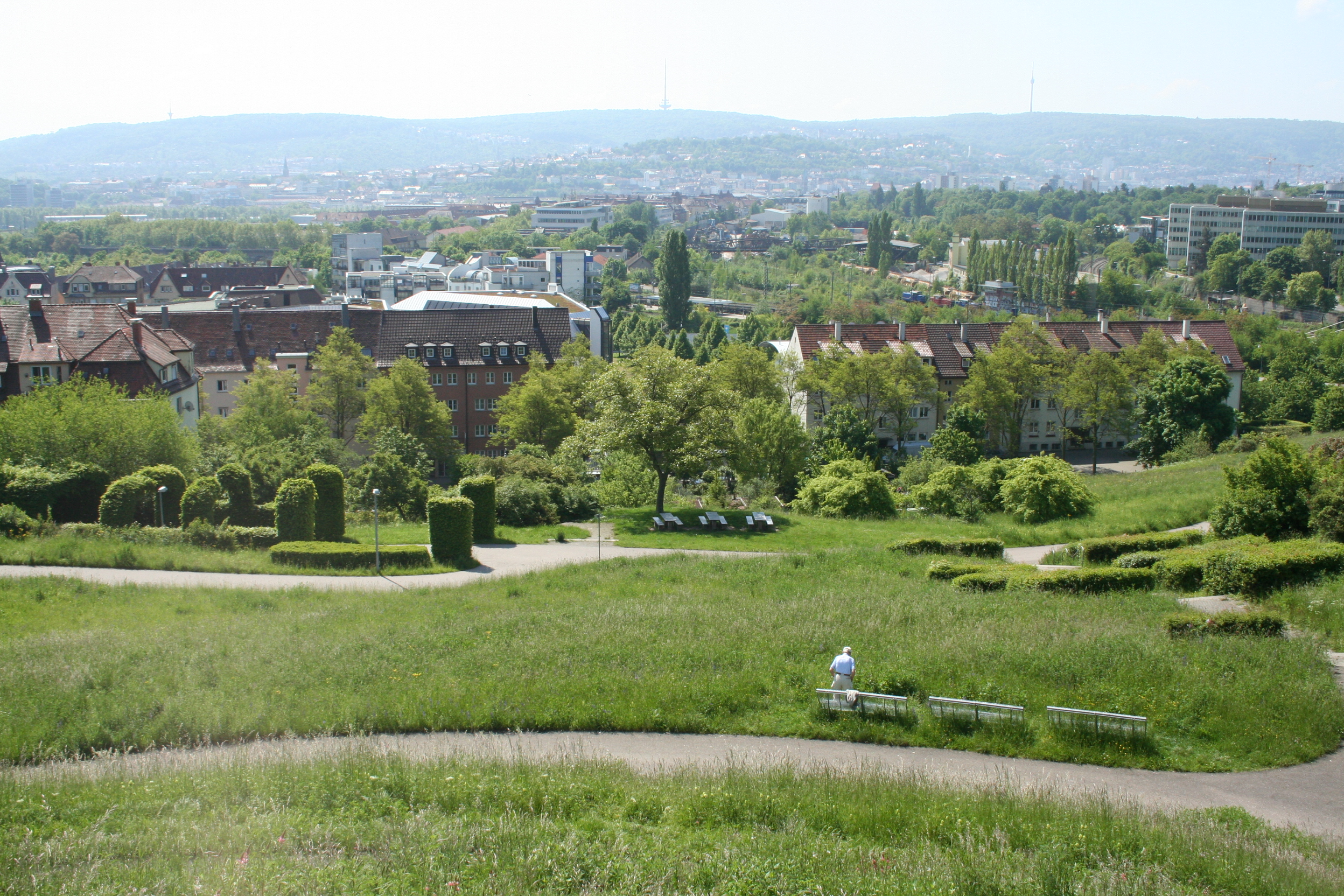
Der Leibfriedsche Garten ist heute ein gepflegtes Naherholungsgebiet

Kaum weniger anspruchsvoll als der Wartberg war das Gelände des Leibfriedschen Gartens, das einen waldartigen Parkbaumbestand aufwies, wie er heute noch in einem kleinen Segment um die Villa Moser besteht. Mehr als 20.000 Kubikmeter Erde mussten bewegt werden, um das Terrain des Leibfriedschen Gartens so herzurichten, wie es sich heute darbietet. Von der Bastion Leibfried lassen sich IGA-Gelände, Innenstadt und Neckartal überblicken. In fünf Stationen zeigte die Gartenschau die Entwicklungsgeschichte vom „reinen Naturraum“ zum „fertigen Garten“. Sich selbst überlassen blieb als Gegensatz dazu das Areal um die Villa Moser. An der „Löwentorstraße“ konstruierten die Architekten um das Büro Luz eine Mauer, in der ein Fachwerk aus Beton mit Trockenmauerwerk gefüllt wurde. Statische Stabilität und ökologischer Freiraum werden auf diese Weise kombiniert, denn Pflanzen und Tiere finden hier einen Lebensraum vor.

#### Killesberg
Seit 1979 wurde anlässlich seines 40-jährigen Bestehens untersucht, wie der Höhenpark Killesberg besser geschützt werden könne. Das städtische Gartenbauamt entwickelte gemeinsam mit der Deutschen Gesellschaft für Gartenkunst und Landschaftskultur den Plan, ihn als Naturdenkmal einzustufen. Das Regierungspräsidium Stuttgart stellte den Park 1986 unter Denkmalschutz. Die Stadt suchte einen geeigneten Partner für die Gartendenkmalpflege, um den Park im Sinne von Hermann Mattern zu erhalten. Der Landschaftsarchitekt Peter Jordan wurde mit dieser Aufgabe betraut. Da nicht alle Interessen der Denkmalpflege und kontemporärer Nutzung miteinander vereinbar waren, kam es in Randbereichen zu Kompromissen. Der See im „Tal der Rosen“ wurde vertieft. Er erhielt eine Fontäne, die, dauerhaft in Betrieb, die Sauerstoffzufuhr verbesserte. Die Freilichtbühne Killesberg mit 4000 Plätzen wurde geschaffen.

#### Rosensteinpark
In der Kultivierung des Nadelöhrs zwischen den denkmalgeschützten Flächen des Rosensteinparks und des Höhenparks auf dem Killesberg lag eine große Herausforderung. Der Rosensteinpark war bereits vor 1993 ein Kulturdenkmal, eingreifende Veränderungen waren somit schwierig. Er durfte lediglich vorübergehend genutzt werden. Einzige Ausnahme war die vom Land Baden-Württemberg durchgeführte Ausstellung: „Vom Urtier zum Nutztier“, die als Ergänzung zum Zoologischen Garten Wilhelma vorgesehen war. Temporäre Bauten wurden an die Ränder des Parks gesetzt, um den Charakter des Areals als Englischer Landschaftsgarten nicht zu beeinträchtigen.

## IGA 1993
Die IGA 1993 wurde durch Bundespräsident Richard von Weizsäcker eröffnet. Insgesamt besuchten 7,3 Millionen Menschen die Gartenschau.  Damit wurden die Erwartungen der Veranstalter noch übertroffen. Es war mit einer Besucherzahl von 7 Millionen gerechnet worden.

### Gärtnerische Anlagen
Die große Blumenwiese auf dem Killesberg wurde mit Begonien, Chrysanthemen, Pelargonien, Tagetes, Verbenen, Zinnien, Fleißige Lieschen, Löwenmäulchen und Nelken bepflanzt. Einige Blumenbeete waren Neuheiten von Pflanzen und Raritäten vorbehalten.

#### Nationengärten

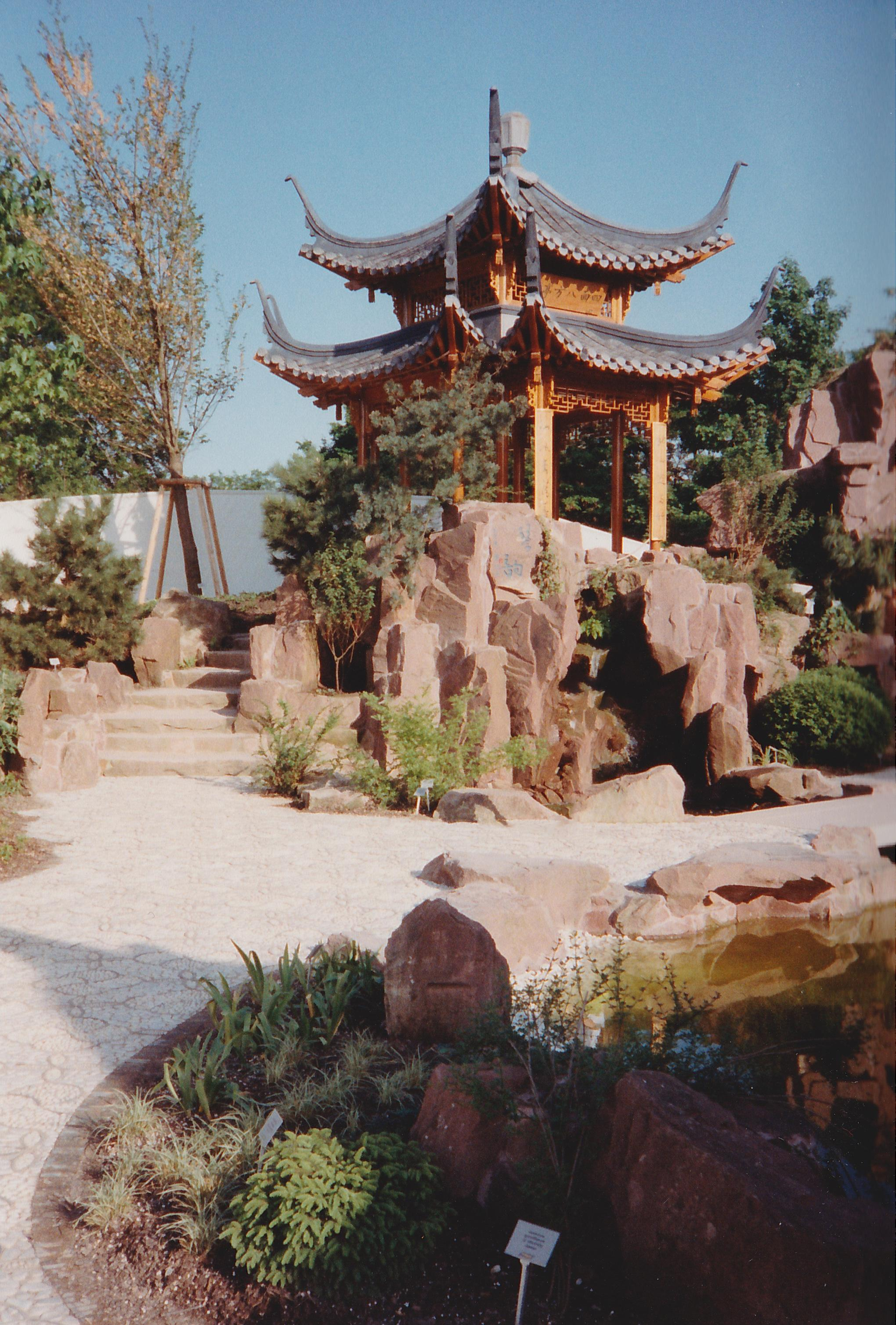
Pavillon des „Quing Yin Garten“ während der Gartenausstellung

Im Süden des Rosensteinparks fanden sich die „Nationengärten“. Die Gestaltung der Anlage oblag den Landschaftsarchitekten Karola Brunken & Partner. 22 Nationen präsentierten sich auf einer Fläche von 52.000 m ². Die Gärten waren durch hölzerne Stege verbunden. Für die verschiedenen Länder wurden typische Pflanzen präsentiert, wie Apfel (Belgien, Schweiz, Niederlande), Olive (Iran, Sardinien und andere), Palme (Ägypten, Angola, Tunesien, Indien), Kirsche (China) oder Weintraube (Österreich, Ungarn, Türkei und Südafrika). Ein besonderer Garten war der chinesische „Quing Yin Garten“, der „Garten der schönen Melodie“. Er kombinierte Bambus und verschiedene Nadelhölzer in für europäische Augen ungewöhnlicher Weise.

#### Friedhofskultur
Im südöstlichen Teil des Rosensteinparks zwischen dem Schloss Rosenstein und dem Museum am Löwentor wurde die Schau „Entwicklung der Friedhofskultur“ gezeigt. Hier wurden bekannte Bestattungsformen von Dolmengräbern bis zum Shintō-Friedhof vorgestellt.

### Attraktionen

#### Grüne Universität
Im Norden des Rosensteinparks befand sich die „Grüne Universität“ mit einem temporären Pavillon, der mit seinen wechselnden Ausstellungen Einblick in die Lehre und Forschung der Universität Hohenheim ermöglichte.

#### Wohnen 2000

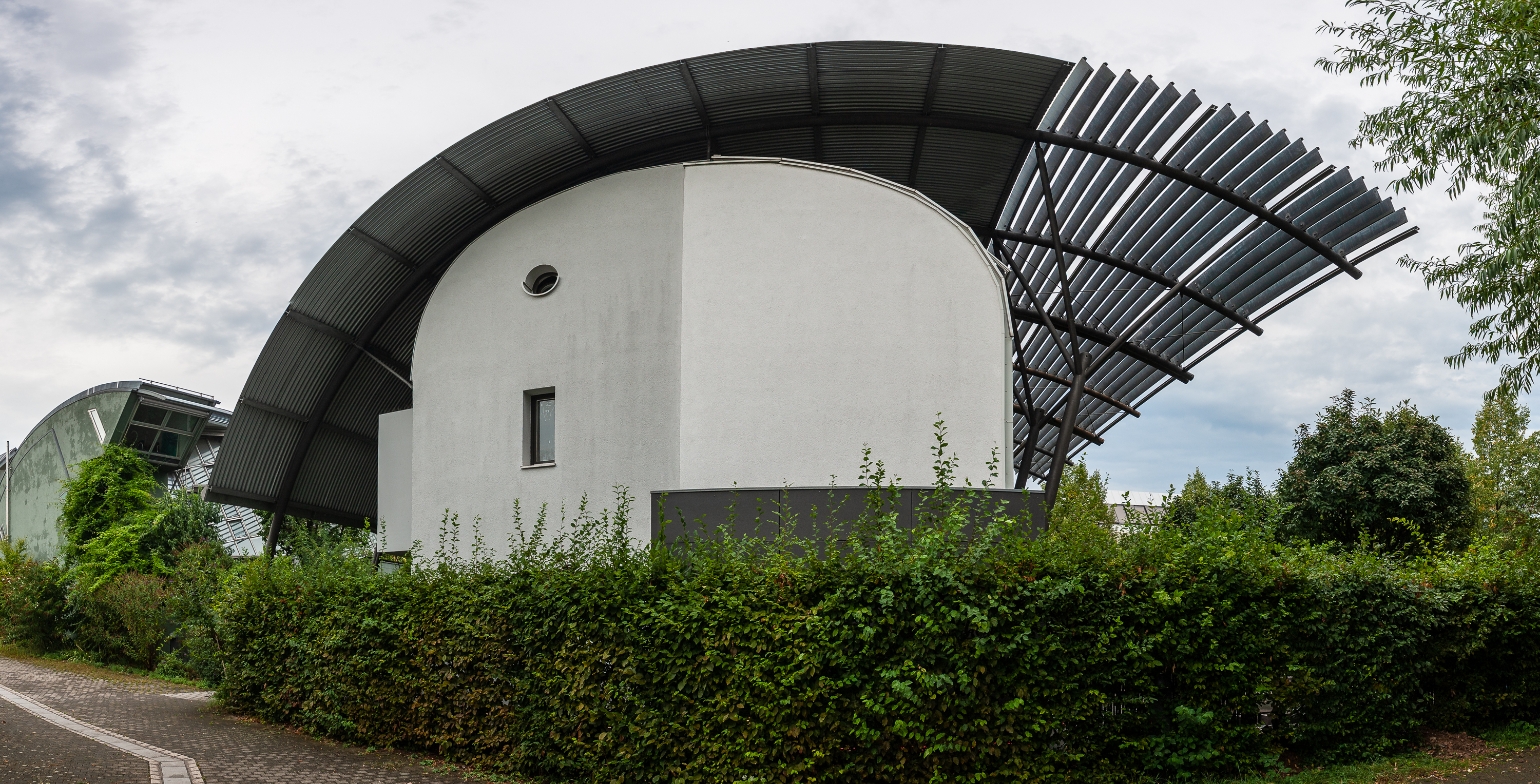
Gebäude von „Wohnen 2000“

In einem Geländeabschnitt zwischen Löwentor und S-Bahn-Haltestelle Nordbahnhof wurde eine Siedlung errichtet, die im Rahmen „experimentellen Wohnungsbaus“ als „Vorbildsiedlung in einer benachteiligten Lage“ fungierte. Die Planungs- und Bauzeit lag zwischen 1989 und 1993. Die Finanzierung des Projekts übernahmen als Auftraggeber die „Stuttgarter Wohnungs- und Siedlungsgesellschaft“, das „Siedlungswerk“, die „Landesentwicklungsgesellschaft“ und die „Gemeinnützige Baugenossenschaft Flüwo“. Die Zusage der Leistungsträger war daran geknüpft, dass die Stadt sich finanziell beteiligte und die Grundstücke unter Marktpreis anbot. In der Folge entstand eine bunte, qualitativ ansprechende und moderne Siedlung zu moderaten Preisen, auch Mietwohnungen. Akustische wie optische Benachteiligungen mussten in Kauf genommen werden, denn die Heilbronner Straße, eine der meistfrequentierten Straßen Stuttgarts, und der Personen- wie Güterzugverkehr der Bahnstrecke Stuttgart–Heilbronn führen unmittelbar vorbei.

#### Kunst

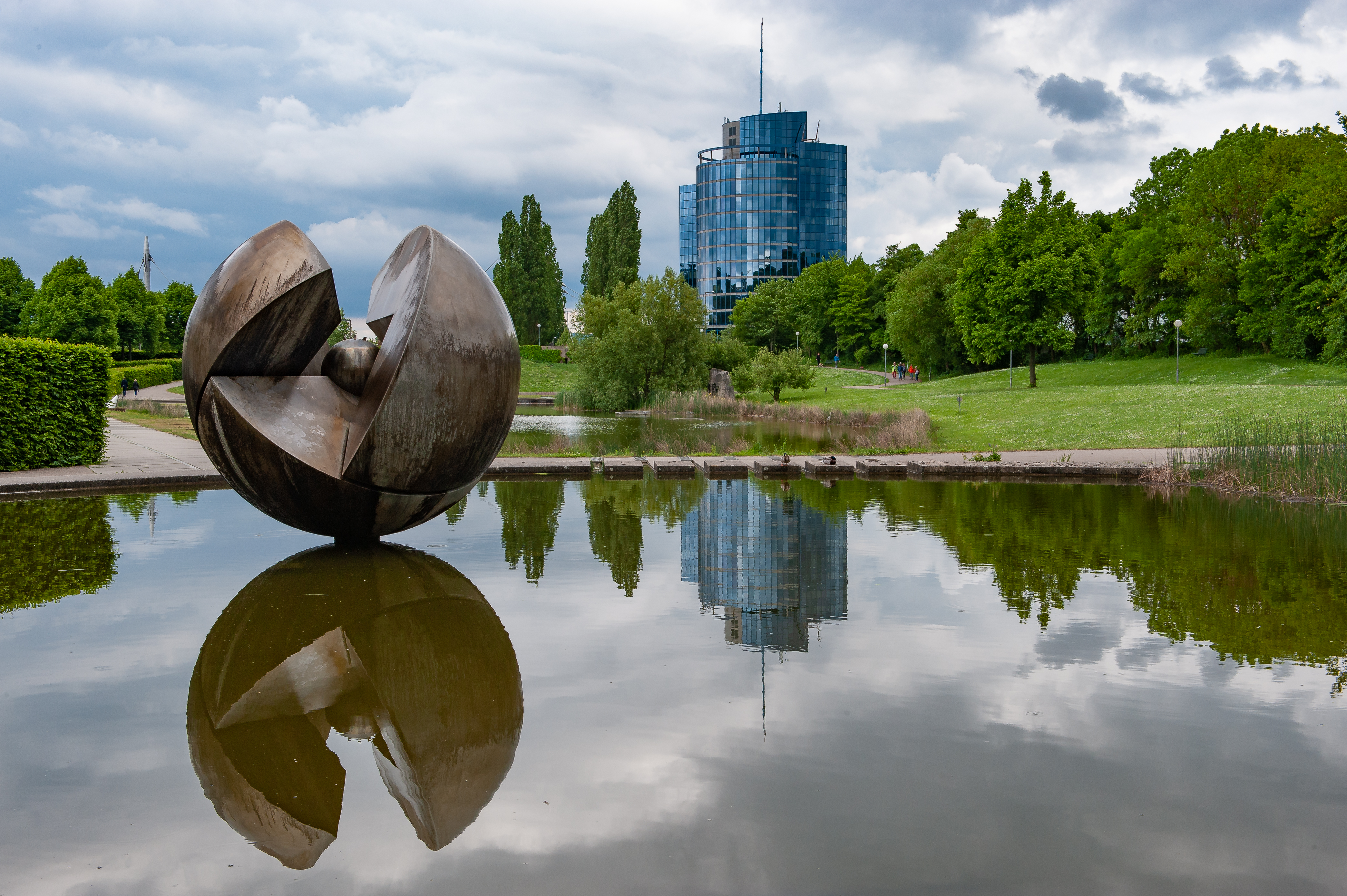
Hans Dieter Bohnet, Kugelobjekt und Wasserspiele am Egelsee, 1993

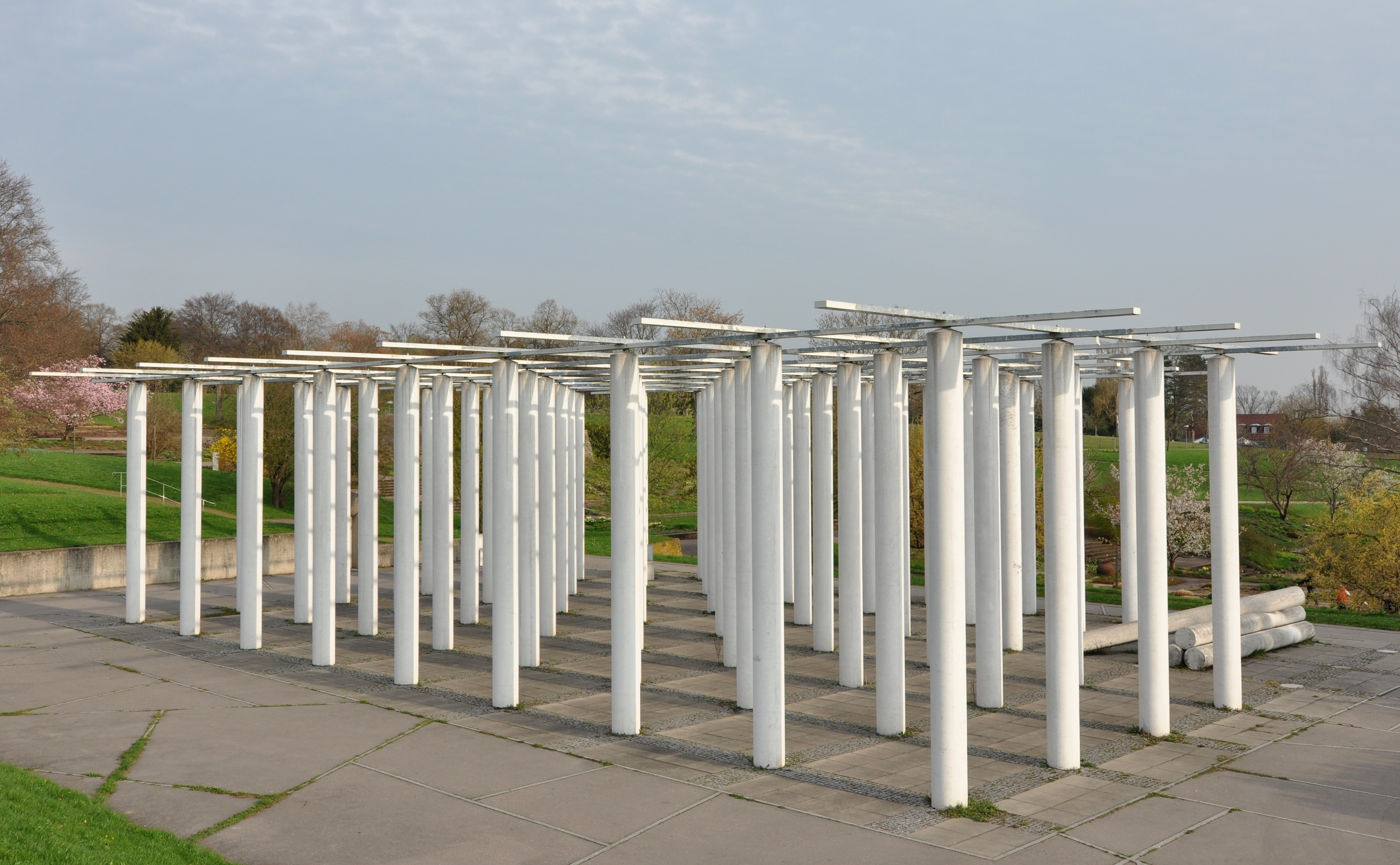
Stangenwald im Höhenpark Killesberg, errichtet 1993 von Hans Dieter Schaal

Auf Wartberg und Killesberg befanden sich Kunststationen:
- Hans Dieter Schaal entwickelte den Stangenwald im Killesbergpark und die Kunststation Villa Moser im Leibfriedschen Garten.
- Im Norden des Wartberggeländes verwirklichte Jeanette Zippel ihren Bienengarten.[20]
- Etwas südlicher liegt die Station Bei der Buche von Karina Raeck.[21][22]
- Bei den Ausstellungshallen im Süden realisierte Claus Bury seine architektonische Skulptur Am Kreuzungsbogen.[23]
- Von Hans Dieter Bohnet stammten die Kunststationen Im Keuper (eine Felswand, die an die früheren Tage des Killesberggeländes erinnern sollte, als das Areal noch ein wüster Steinbruch war) und Unter den Stangen, eine 80 m lange Stangenlinie. Die polierten Schnittflächen der Stangen zeigen exakt 308 m über dem Meeresspiegel an. Hieran soll verdeutlicht werden, wie steil das Wartberggelände an dieser Stelle ist.
- Hangaufwärts liegt ein monumentales Kunstwerk von Michael Singer, das Grottenloch.[24] Um den Zusammenfluss zweier kleiner Bäche entstand eine riesige Installation aus Bronze, Holz, Natursteinen, Beton, Hecken und unterschiedlichsten Feuchtgebieten.
- Der holländische Künstler Herman de Vries schuf am IGA-Eingang Pragsattel aus Schmiedeeisen und Blattgold das Sanctuarium. Die Idee: In seinem Sanctuarium schützt ein Zaun symbolisch die Natur vor dem Menschen.[25]
- Am Übergang vom Leibfriedschen Garten in den Rosensteinpark stellte der US-amerikanische Bildhauer, Konzept- und Videokünstler Dan Graham sein Spiegelobjekt Gate of Hope auf, das mit einer ausgeklügelten optischen Verwirrungstechnik arbeitet.[26]

#### Bahnen
Panoramabahn

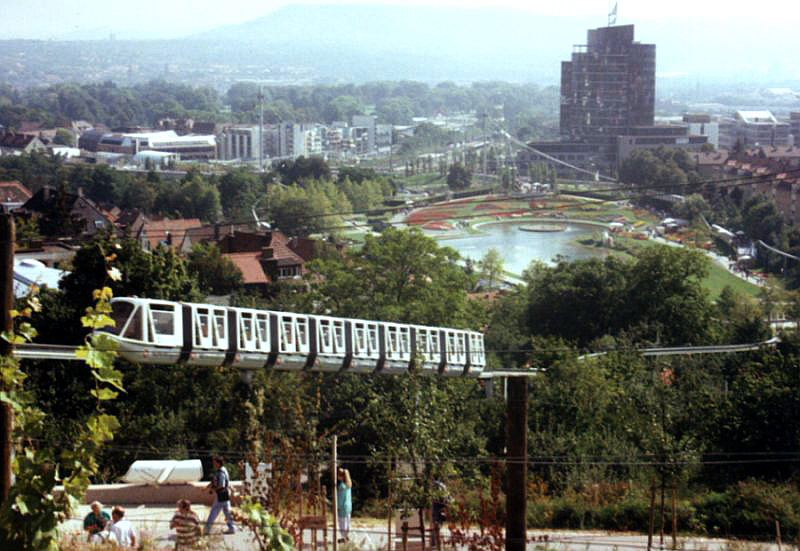
Mit der Panorama-Einschienenbahn ließ sich der Wartberg in Richtung Killesberg erklimmen; im Hintergrund „Egelsee“ und „Bülowturm“

Der Killesberg und die tiefer gelegenen Ausstellungsflächen der IGA 1993 waren mit einer Panoramabahn verbunden. Die Einschienenbahn befuhr einen knapp 4,5 km langen Rundkurs, der stellenweise ein bis zu 20%iges Gefälle aufwies. Die Bahn verließ das Ausstellungsgelände streckenweise. Es gab fünf Haltestellen: Rosensteinpark, Leibfriedscher Garten, Wartberg, Messe Stuttgart und Höhenpark Killesberg. Der Betriebshof der Panoramabahn befand sich auf einer Freifläche in der Ehmannstraße. Die Züge verkehrten mit etwa 20 km/h. Sie wurden vollautomatisch gesteuert. Die Bahn war eine der Hauptattraktionen der IGA. 1994 wurde sie nach Abschluss der Veranstaltung vereinbarungsgemäß vom Hersteller zurückgekauft und demontiert.

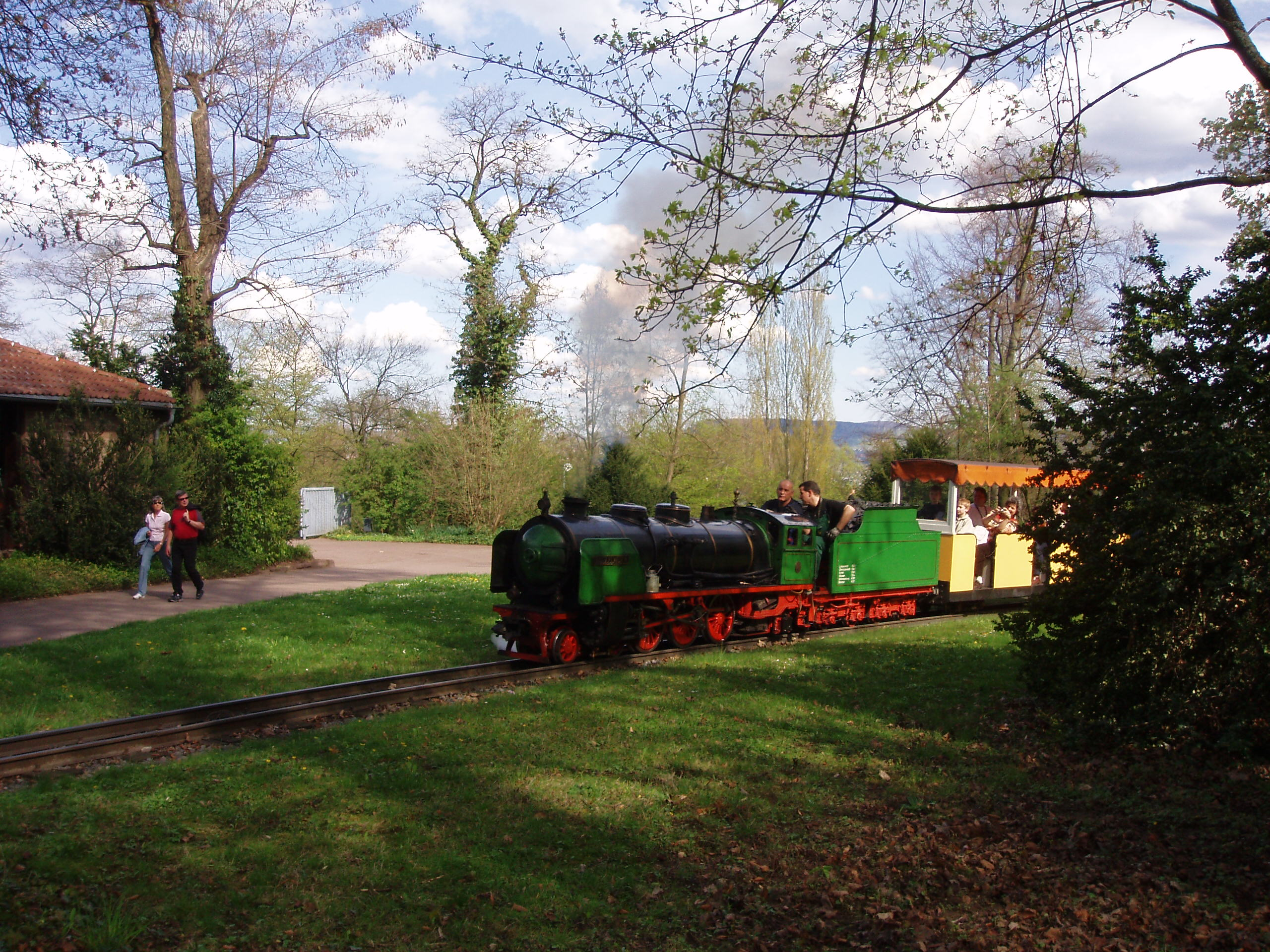
Killesbergbahn
Auf dem Killesberg zog auch während der IGA 1993 die Killesbergbahn ihre Runden, die dort seit der Reichsgartenschau 1939 unterwegs ist.

### Stege und Brücken, Verkehrsanbindung

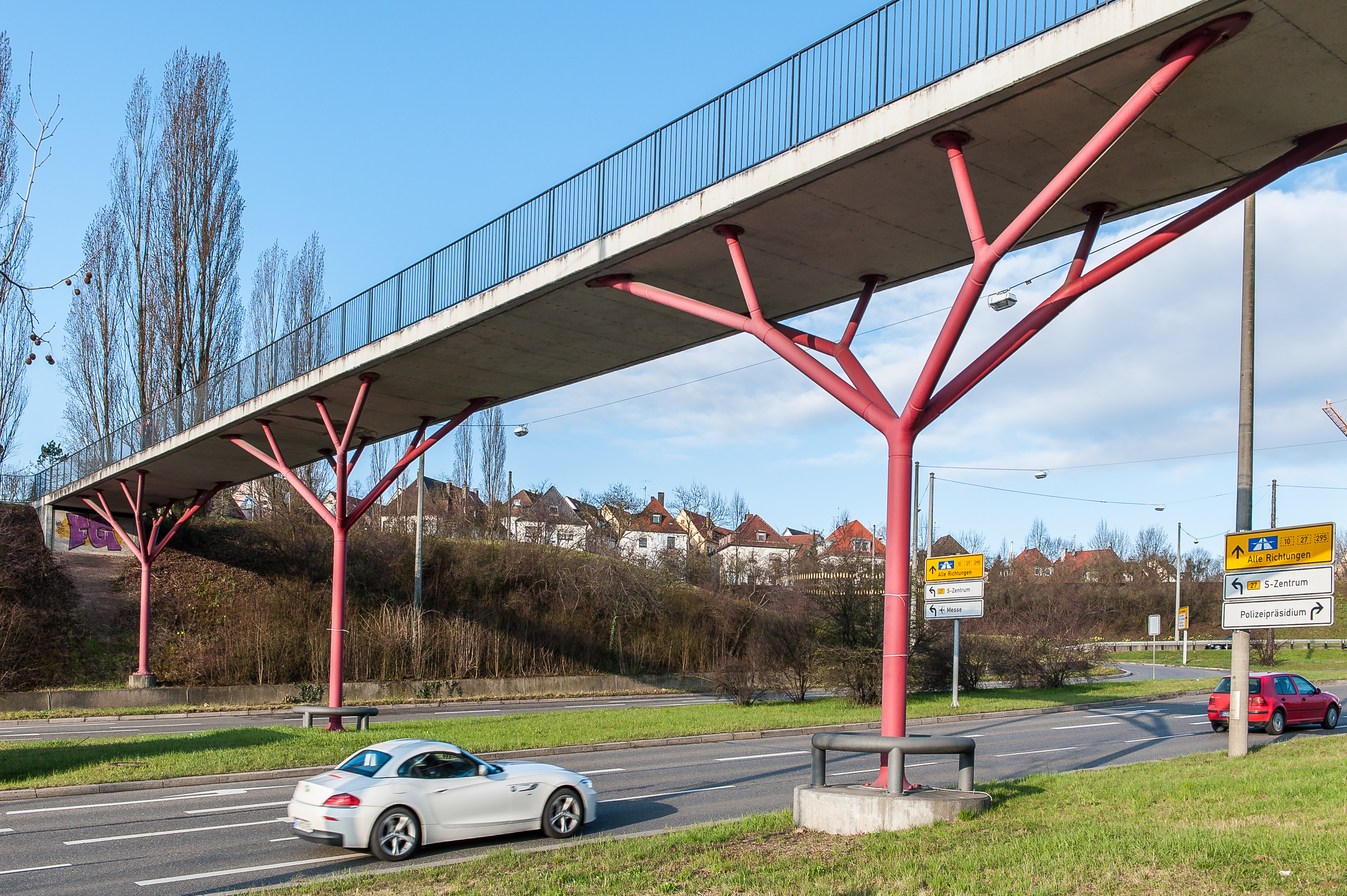
Samarasteg über die Pragstraße

Am Pragsattel wurden zwei Brücken in Stahlrohrkonstruktion errichtet. Zwei weitere dreiarmige Hängebrücken führen über den Bahnhof Stuttgart Nord und die „Heilbronner Straße“. Die Brücke am Löwentor hatte das Motto: „Oben Landschaft, unten Verkehr“. Die Planung und Bauüberwachung lag bei Schlaich Bergermann Partner.
- Brünner Steg (1992)
- Fußgängerbrücke Heilbronner Straße (1992)
- Lodzer Steg (1992)
- Samarasteg (I) (1992)
- Samarasteg (II) (1992)

Die 1990 eröffnete Haltestelle Pragsattel der Stadtbahn Stuttgart war gestalterischer Teil der Ausstellung, ein Eingang lag an der Haltestelle.

## Wissenswert
Das Maskottchen der Gartenschau hieß „Flori“, ein kauzartiger Blättervogel mit Cowboyhut.
Im Rahmen der IGA 1993 fanden überregionale Kongresse, Ausstellungen, Theateraufführungen und zahlreiche Konzerte (von Klassik bis Folklore und von Jazz bis Rockmusik) statt.

## Nachwirkungen
Die sieben Stuttgarter Gartenschauen des 20. Jahrhunderts stellen eine Besonderheit der Gartenbaugeschichte in Deutschland dar. Sie verwirklichten zusammen über Dekaden ein großes Ziel, das „Grüne U“. Alle für die IGA 1993 geschaffenen Grünflächen werden weiterhin als Park- und Grünanlagen genutzt.